# Ravine Languedoc
Die Ravine Languedoc (dt.: Schlucht Languedoc) ist ein Fluss auf der Karibikinsel St. Lucia.

## Geographie
Der Fluss entspringt im Quarter Laborie nur etwa 500 m von der Grenze zum Quarter Vieux Fort entfernt in dem Tal, in dem auch die katholische Kirche St. Francis Xavier in Augier steht, und verläuft in südlicher Richtung. Er mündet zwischen Laborie und Vieux Fort in Black Bay in die Grande Rivière de l’Anse Noire, kurz bevor diese selbst in den Atlantik mündet. Auf den letzten Metern seines Verlaufs tritt er nochmals in das Quarter Vieux Fort ein und wieder aus.
Die benachbarten Flüsse sind Ravine Rozette im Osten und der Piaye River im Westen bei Sapphire.